# Last Chance
Last Chance is de eerste single van de Nederlandse popgroep Moke. Het is afkomstig van hun debuutalbum Shorland. Het nummer heeft in de Mega Top 50 de 36e positie behaald.
Het nummer werd gebruikt door NOS Studio Sport gebruikt als eindtune van de live-verslagen van de kwartfinales in de UEFA Champions League begin april 2007.
In de clip vallen de bandleden te zien in een donkere ruimte, waar ze Last Chance spelen.

## Hitnotering
| Last Chance in de Mega top 50 Binnen: 8 april 2007 | Last Chance in de Mega top 50 Binnen: 8 april 2007 | Last Chance in de Mega top 50 Binnen: 8 april 2007 | Last Chance in de Mega top 50 Binnen: 8 april 2007 | Last Chance in de Mega top 50 Binnen: 8 april 2007 | Last Chance in de Mega top 50 Binnen: 8 april 2007 | Last Chance in de Mega top 50 Binnen: 8 april 2007 | Last Chance in de Mega top 50 Binnen: 8 april 2007 | Last Chance in de Mega top 50 Binnen: 8 april 2007 |
| Week                                               | 1                                                  | 2                                                  | 3                                                  | 4                                                  | 5                                                  | 6                                                  | 7                                                  | 8                                                  |
| -------------------------------------------------- | -------------------------------------------------- | -------------------------------------------------- | -------------------------------------------------- | -------------------------------------------------- | -------------------------------------------------- | -------------------------------------------------- | -------------------------------------------------- | -------------------------------------------------- |
| Nummer                                             | 47                                                 | 42                                                 | 39                                                 | 36                                                 | 42                                                 | 43                                                 | 47                                                 | Uit                                                |